# Сержант-рекрутёр
Сержант-рекрутёр (англ. The Recruiting Serjeant) — бурлетта композитора Чарлза Дибдина и драматурга Исаака Бикерштаффа, премьера которой состоялась 20 июля 1770 года в Лондоне.

## Роли
| Роль     | Первые исполнители, 20 июля 1770 |
| -------- | -------------------------------- |
| Сержант  | Mr. Bannister                    |
| Джо      | Mr. Dibdin                       |
| Жена Джо | Mrs. Wrighten                    |
| Мать Джо | Mrs. Dorman                      |

## Описание

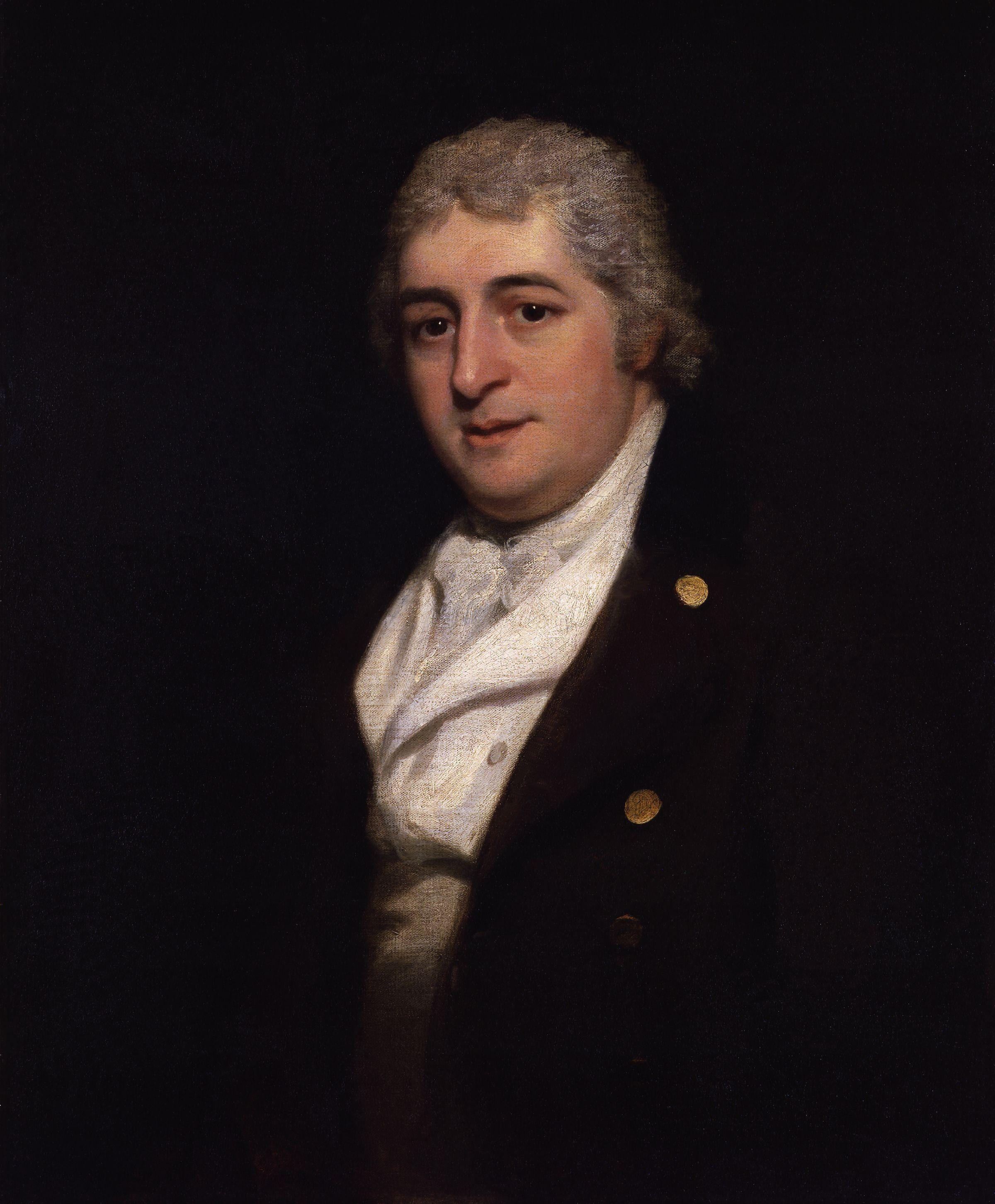
Композитор Чарлз Дибдин в 1799 году

Сержант-вербовщик прибывает в деревню. Джо, деревенский парень, проживающий с женой и матерью, слышит призыв военного и решает записаться в солдаты. И мать, и жена следуют за ним, умоляя отказаться от опрометчивого поступка. Сержант рад возможному пополнению, но мать Джо накидывается на него с проклятиями.
В попытке переубедить сына мать приводит его детей, и просит его не обрекать их на нищету. Сержант приступает к заполнению документов, однако Джо начинает сомневаться и просит рассказать подробнее об армейской жизни. Они обсуждают любовь женщин к форме, а когда разговор заходит о битвах, сержант с воодушевлением объясняет, что это за славная штука — сражение (англ. "what a charming thing's a battle"), весело перечисляя сцены кровавой бойни.

Руки, головы летают!

Пули в воздухе свистают!

Люди стонут, умирают…

Оригинальный текст (англ.)Heads, and limbs, and bullets flying
Then the groans of soldiers dying…
Кровавые подробности ужасают женщин, но Джо лишь спрашивает по-простецки, не потеряет ли он сам голову или руку. «Нет, если удача на твоей стороне»,— заверяет сержант. Тут Джо задумывается — раньше он хотел повидать сражения своими глазами, но теперь считает, что и описания сержанта вполне достаточно. Женщины встречают радостью его решение, и тогда он объясняет, что хотел попросту отомстить жене за то, что та не пустила его в таверну вечером накануне. Жена обещает больше не удерживать Джо дома, и супруги мирятся. Дело кончается тем, что сержант покупает парню выпивку, и все вместе произносят тост за Короля Георга.